# Merolino Sikirevačko
Merolino Sikirevačko lakatlan falu Horvátországban, Eszék-Baranya megyében. Közigazgatásilag Strizivojnához tartozik.

## Fekvése
Eszéktől légvonalban 40, közúton 70 km-re délnyugatra, Diakovártól légvonalban 13, közúton 25 km-re délkeletre, községközpontjától légvonalban 6, közúton 11 km-re délkeletre Szlavónia középső részén, a Szávamenti-síkság északi szélén, a Biđ és a Berava folyók közötti erdős területen fekszik. Jelentős részét ma is erdő borítja.

## Története
A település a 18. század végén, vagy 19. század elején keletkezett, amikor a gundinci határ északi szélén fekvő Merolino erdőbe fakitermelés céljából erdei munkásokat telepítettek. Házai a második katonai felmérés térképén már láthatók. Lakosságát csak 1910-ben számlálták meg először önállóan, amikor 42 lakosa volt. Szerém vármegye Zsupanjai járásának része volt. Az 1910-es népszámlálás adatai szerint lakosságának 88%-a horvát, 12%-a magyar anyanyelvű volt. Az első világháború után 1918-ban az új szerb-horvát-szlovén állam, majd később (1929-ben) Jugoszlávia része lett. Legnagyobb népességét 1961-ben érte el, amikor 148 lakost számláltak a településen. 1991-től a független Horvátországhoz tartozik. 1991-ben lakossága horvát nemzetiségű volt. 2011-ben a településnek már nem volt állandó lakossága.

## Lakossága
| Lakosság változása | Lakosság változása | Lakosság változása | Lakosság változása | Lakosság változása | Lakosság változása | Lakosság változása | Lakosság változása | Lakosság változása | Lakosság változása | Lakosság változása | Lakosság változása | Lakosság változása | Lakosság változása | Lakosság változása | Lakosság változása |
| ------------------ | ------------------ | ------------------ | ------------------ | ------------------ | ------------------ | ------------------ | ------------------ | ------------------ | ------------------ | ------------------ | ------------------ | ------------------ | ------------------ | ------------------ | ------------------ |
| 1857               | 1869               | 1880               | 1890               | 1900               | 1910               | 1921               | 1931               | 1948               | 1953               | 1961               | 1971               | 1981               | 1991               | 2001               | 2011               |
| 0                  | 0                  | 0                  | 0                  | 0                  | 42                 | 55                 | 53                 | 46                 | 98                 | 148                | 48                 | 8                  | 1                  | 1                  | 0                  |

## Nevezetességei
Páduai Szent Antal tiszteletére szentelt római katolikus kápolnája.